# Аль-Бузайна
Аль-Бузайна (англ. al-Buthainah, араб. البثينه) — поселення в Сирії, що складає невеличку друзьку общину в нохії Шакка, яка входить до складу однойменної мінтаки Шахба в південній сирійській мухафазі Ас-Сувейда.